# Battus (bướm)
Battus là một chi bướm ngày được tìm thấy trên các thực vật pipevine (chi Aristolochia).

## Các loài
Các loài trong chi này gồm.

Phụ chi Battus:
- Nhóm loài Philenor:
  - Battus devilliersii (Godart, 1823)
  - Battus philenor (Linnaeus, 1771) – Pipevine Swallowtail
  - Battus zetides (Munroe, 1971) – Zetides Swallowtail
- Nhóm loài polydamus:
  - Battus polydamas (Linnaeus, 1758) – Polydamas Swallowtail, Gold Rim Swallowtail, or Tailless Swallowtail

Phụ chi Battuosa Möhn, 1999:
- Nhóm loài madyes:
  - Battus madyes (Doubleday, 1846) – Madyes Swallowtail
- Nhóm loài belus:
  - Battus belus (Cramer, 1777) – Belus Swallowtail
  - Battus crassus (Cramer, 1777) – Crassus Swallowtail
  - Battus eracon (Godman & Salvin, 1897) – West-Mexican Swallowtail
  - Battus ingenuus (Dyar, 1907) – Dyar's Swallowtail
  - Battus laodamas (C. & R. Felder, 1859) – Green-patch Swallowtail
  - Battus lycidas (Cramer, [1777]) – Cramer's Swallowtail
  - Battus polystictus (Butler, 1874)

## Hình ảnh

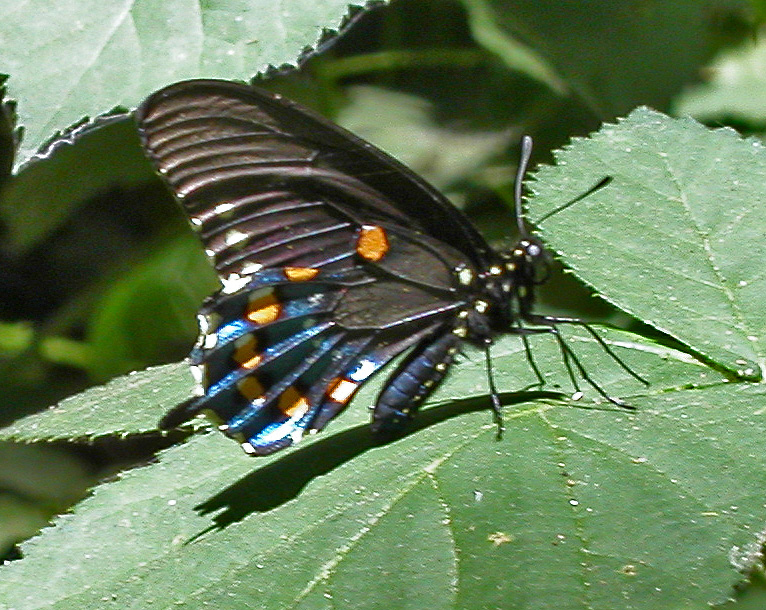
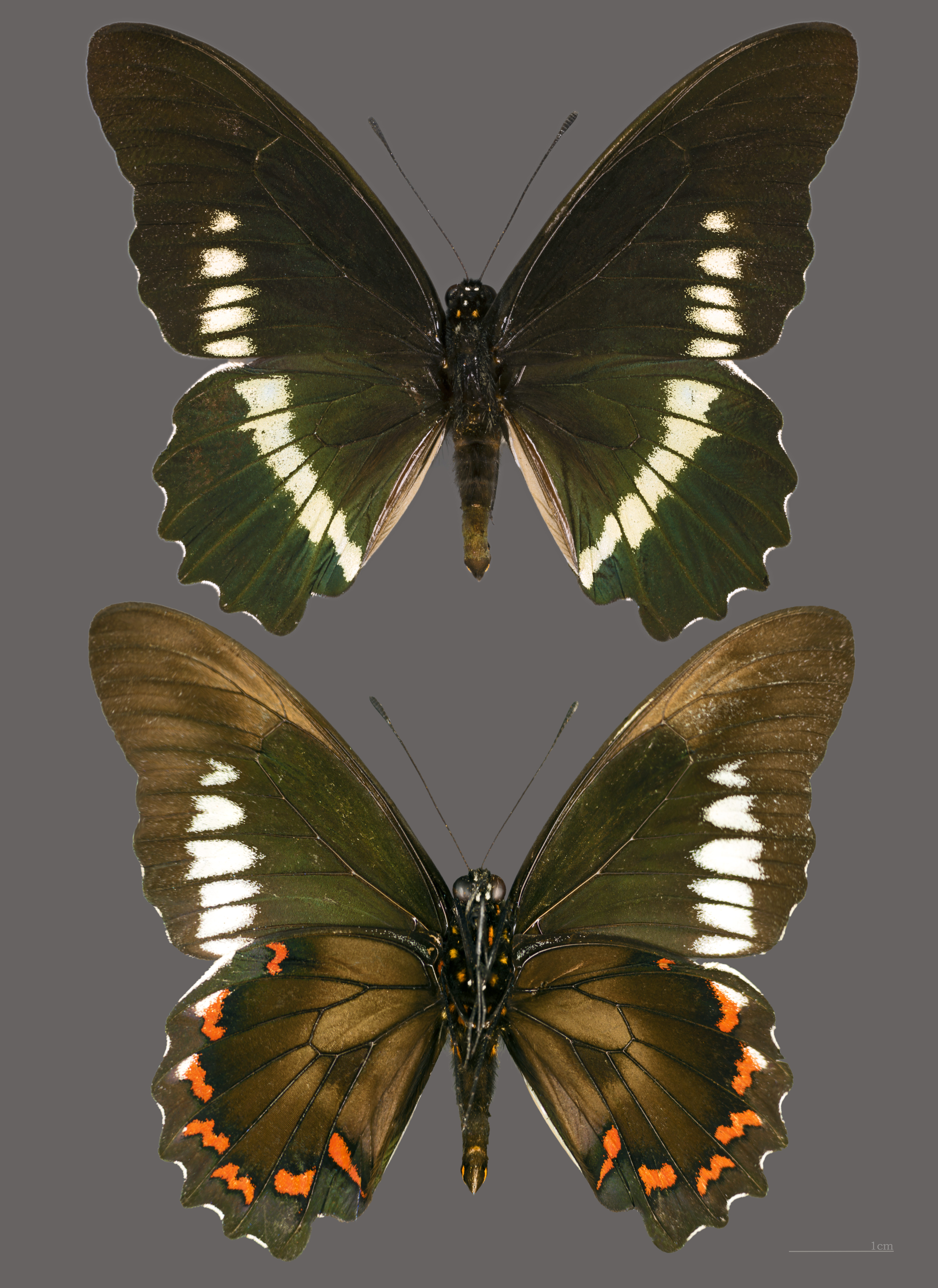
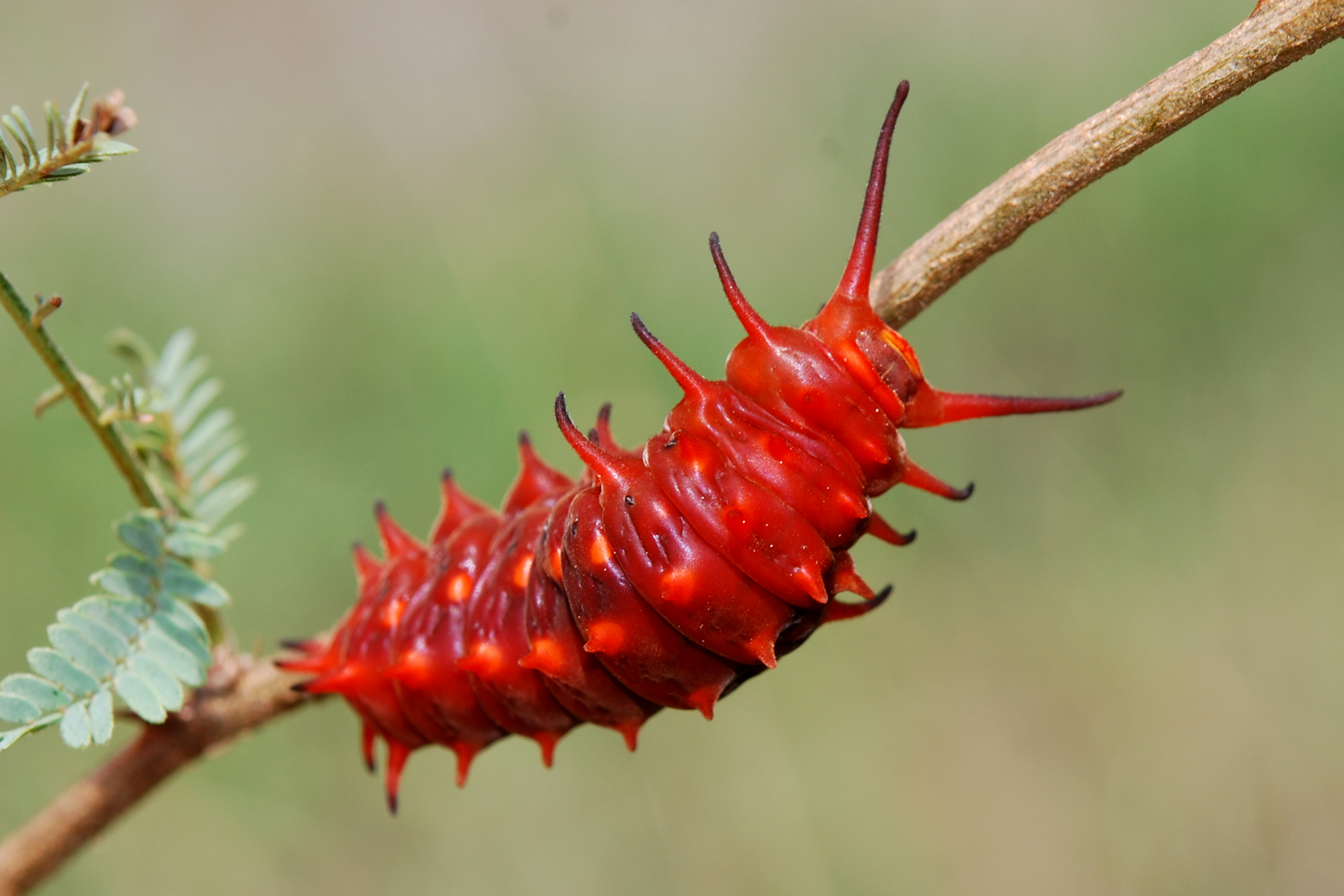
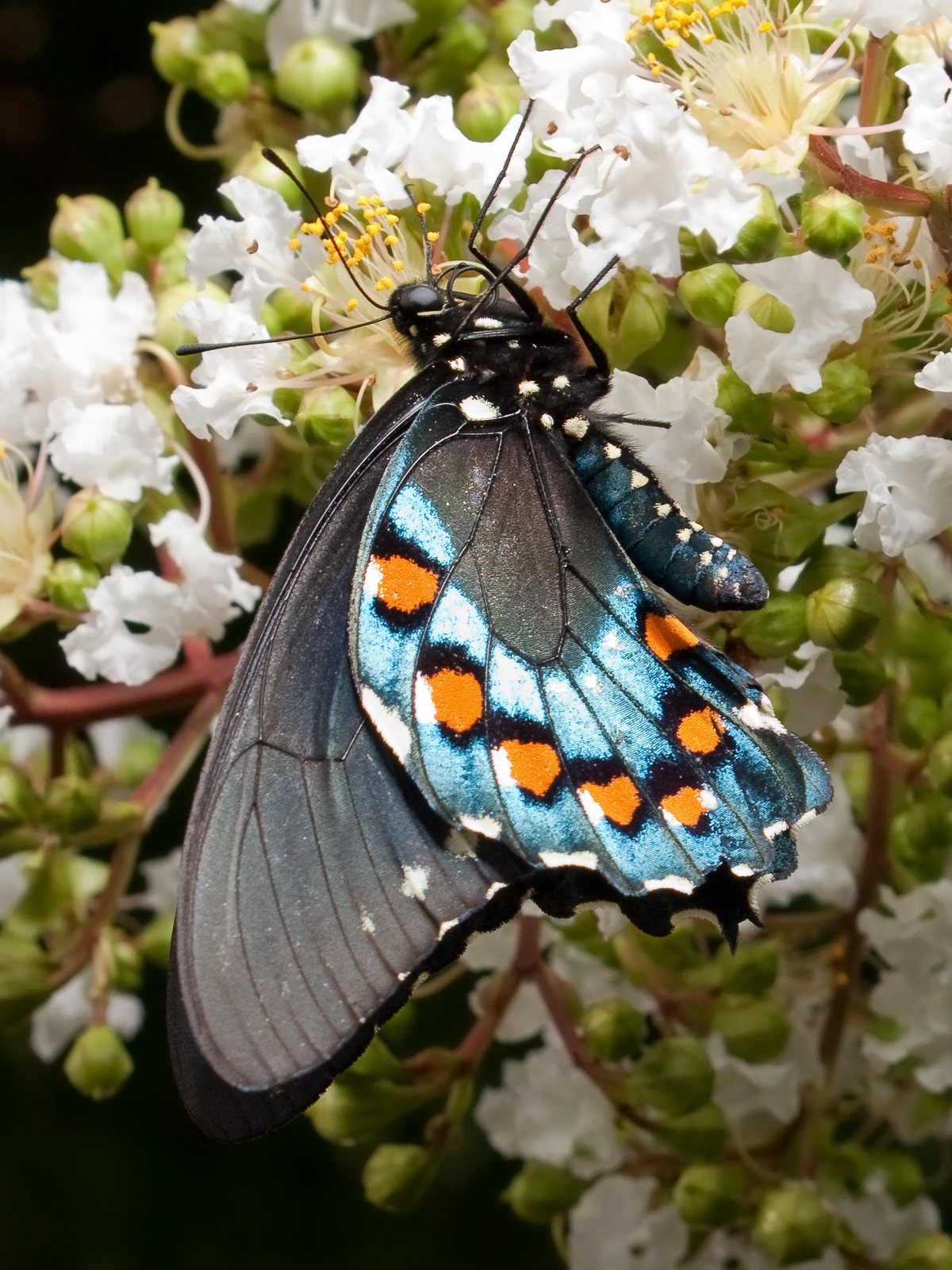
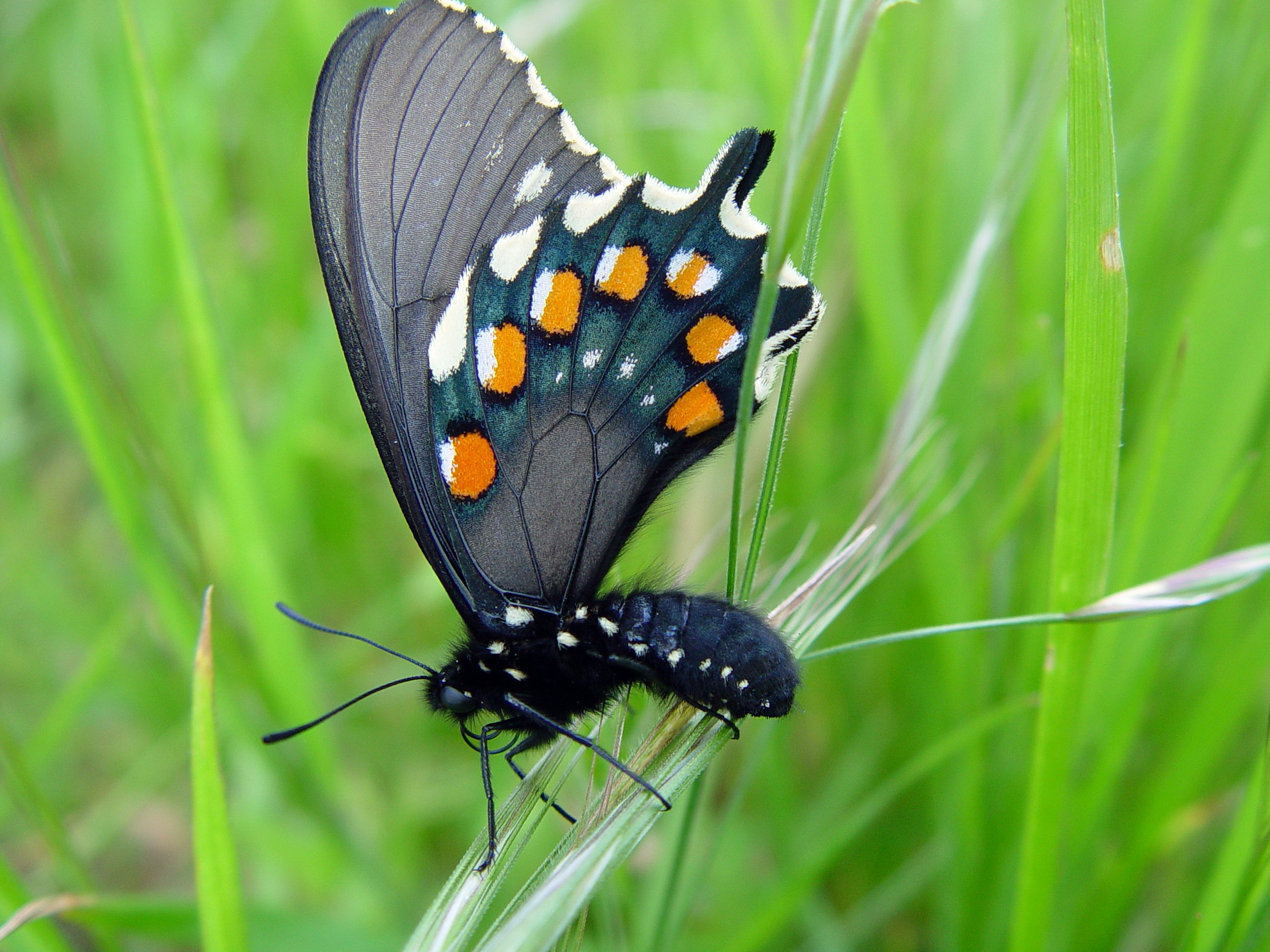